# 三陟市

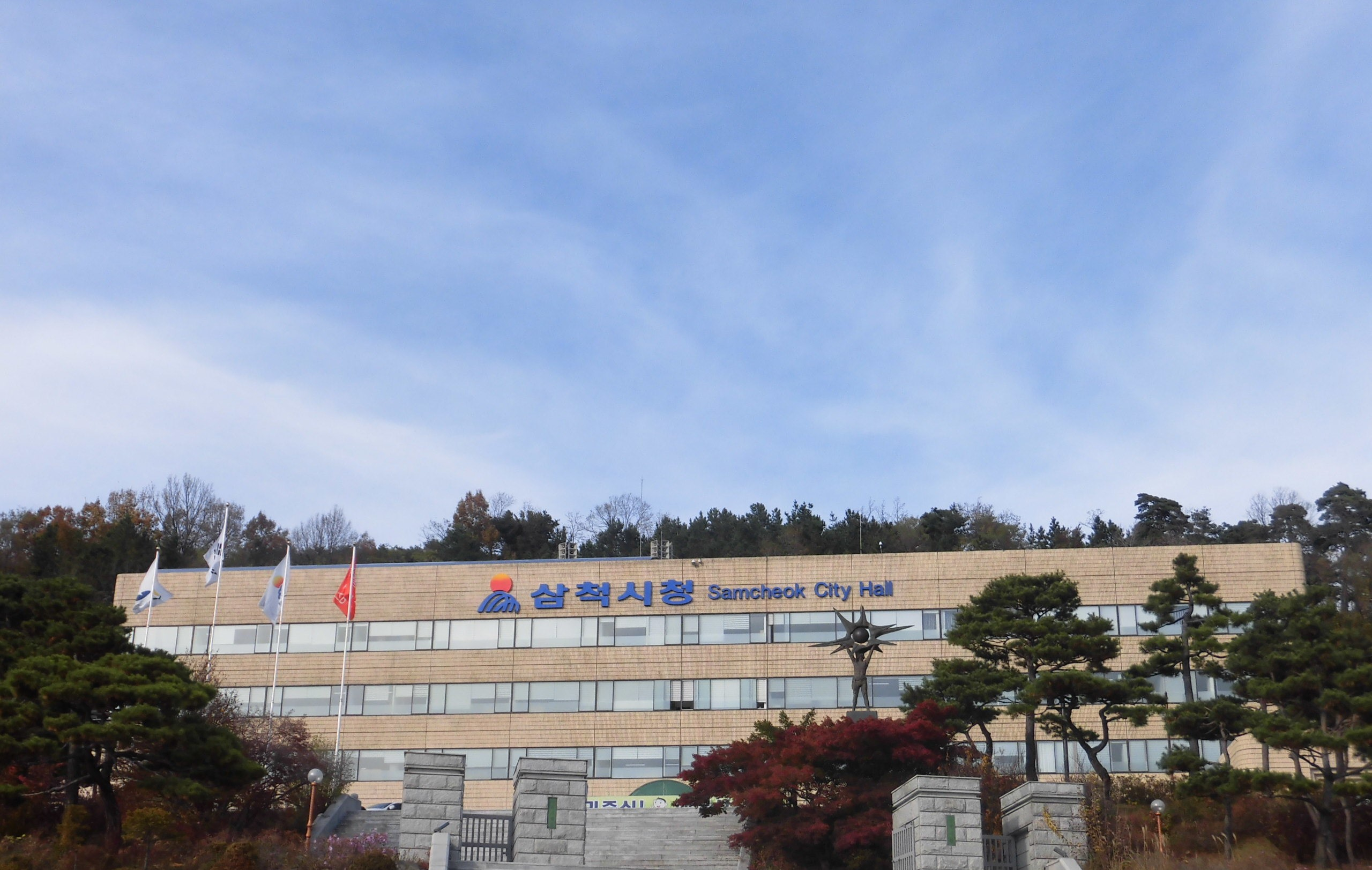
三陟市庁

三陟市（サムチョクし・さんちょくし）は、大韓民国北東、江原特別自治道南部にある市。
太白山脈の東側に位置し、日本海（東海）に面している。漁業、農業、石灰岩・セメントなどの鉱業が主産業で、長い砂浜の海水浴場と鍾乳洞が有名な観光地でもある。かつては石炭の産出も盛んだった。

## 地理
江原特別自治道の南部、慶尚北道との道境に位置する。東は日本海に面し海岸線は58.4kmにわたってのび、西には険しい太白山脈が連なる。1185平方kmの面積のほとんどは山林（1,049.6平方km）である。太白山脈の主峰のひとつで仏教やシャーマニズム（巫俗）の聖地でもある頭陀山を筆頭に、古来から霊山とされてきた石灰岩質の奇岩怪石の峰々がそびえる。山中にはツツジや薬草、老巨木が生え、長さ数kmにおよぶ多くの地下洞がある。
- 山
  - 頭陀山　(1,353m)
  - 青玉山　(1,404m)
  - シイウム山　(683m)
  - 徳項山　(1,071m)
  - 応峰山　(999m)
  - 剣峰山　(682m)
- 洞窟（鍾乳洞）
  - 幻仙窟・観音窟
  - 大金窟
  - これらの洞窟は徳項山のふもとの新基面・大耳里にある。幻仙窟は1997年に長さ1.6kmが観光客向けに開放されたが、総延長は6km以上あり最奥部は未探査である。大金窟は2007年に開放された。

### 隣接自治体

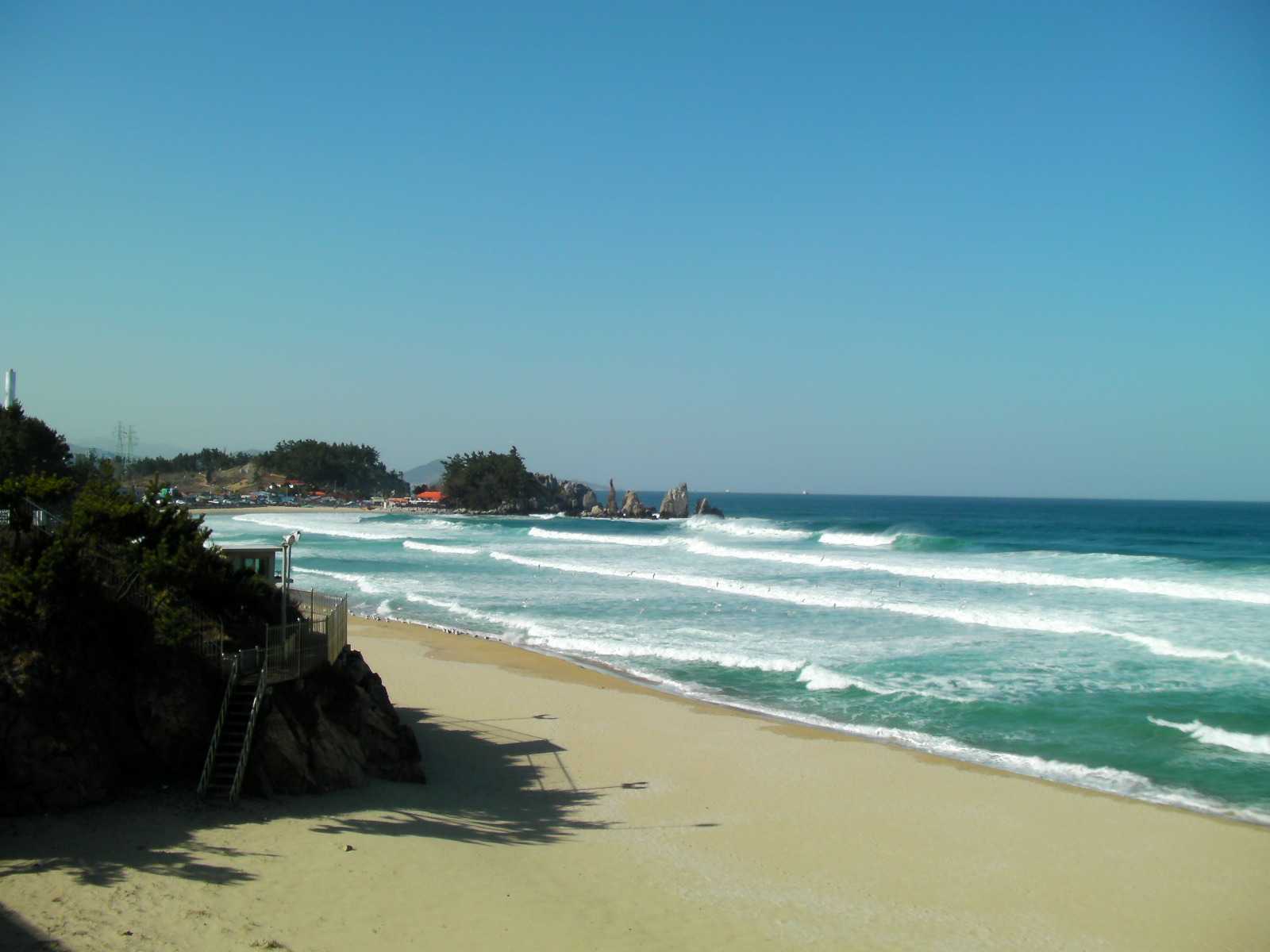
三陟海水浴場

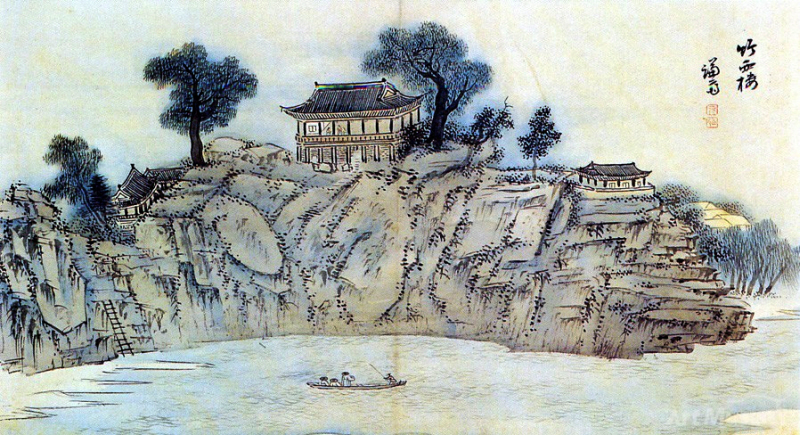
関東八景のひとつ、竹西楼

- 東:ない
- 西:旌善郡・太白市
- 南:慶尚北道蔚珍郡
- 北:東海市

## 歴史
- 三韓時代には悉直国（シルジク＝グク）、または悉直谷国（シルジクゴク＝グク）と呼ばれる氏族国家があり、新羅の北辺の地であった。6世紀初めの新羅の智証麻立干の時代に州郡県制が定められると悉直州となり、統一新羅時代の景徳王の治世の757年（景徳王16年）に国内の地名が唐風に改名された際に三陟郡となった。
- 三国統一後の757年（景徳王16年）に行政制度改編で現在の名前である三陟郡に改称された後、現在の三陟市内外にあった4県を属県として管轄している。
  - 満卿県 - 旧・満若県であった。現在の三陟市近徳面。
  - 羽渓県 - 旧・羽谷県であった。高麗時代に溟州へ所属が変わった。現在の江陵市玉渓面。
  - 竹嶺県 - 旧・竹峴県であった。朝鮮王朝の後に所達面になったが、1630年（仁祖8年）に三陟府使の李埈が三陟府境内を9里に分け治めるとき、ここを長省里とした。後に上長省面と下長省面に分かれたが、上長省面は現在の太白市となり下長省面は現在の三陟市下長面となった。
  - 海利県 - 旧・波利県であった。現在の三陟市遠徳邑。
- 後三国時代に三陟金氏などの強力な豪族勢力の支配下に置かれ真珠という別名で呼ばれた。[2]
- 高麗時代の995年（成宗14年） - 陟州団練使が設置された。
- 1018年（顕宗9年） - 県に降格されて当該三陟県にされた。
- 朝鮮王朝の1393年（太祖2年）- 穆祖李安社の外向として三陟府に昇格され、4年後の1397年（太祖6年）に軍鎮として三陟鎮が設置された。
- 1413年（太宗13年） - 三陟都護府に昇格された。
  - 1393年から1413年の間、高麗最後の王であった恭譲王の流刑地となり、1394年にこの地で暗殺された。また朝鮮王朝の太祖李成桂の玄祖父の李陽茂夫妻の墓所である浚慶墓・永慶墓があり、鬱蒼とした松林に囲まれ、風水に恵まれた地とされている。
- 1631年（仁祖9年）- 三陟都護府内に9つの行政区域が設定された。末谷・府内・徳蕃・北坪・未老・所達・盧谷・見朴谷・長省里
- 1681年 -（粛宗7年） 襄陽地震。朝鮮半島で発生した記録の残る地震で最大規模と推定されている。
- 1738年（英祖14年） - 12面に再調整された。末谷（洞地域内陸）・府内（洞地域海岸）・近徳蕃・遠徳蕃・未老・所達・盧谷・見朴谷・上長省・下長省・道上・道下

### 三陟市
- 1986年1月1日 - 三陟郡三陟邑が市制施行して三陟市が発足。[3]
- 1995年1月1日 - 三陟市・三陟郡が合併し、改めて三陟市が発足。[4]（2邑6面）
- 2022年3月4日 - 隣接する蔚珍郡で大規模な山火事が発生。三陟市へと延焼し[5]、一週間以上にわたり燃え続けた[6]。

### 三陟郡
- 1895年6月23日（旧暦閏5月1日） - 郡制が敷かれると三陟郡が設置される。[7]
- 1896年8月4日 - 江原道三陟郡に改編。[8]
- 1914年4月1日 - 郡面併合により、三陟郡に以下の面が成立。[9]（9面）
府内面・北三面・上長面・近徳面・遠徳面・未老面・所達面・盧谷面・下長面

| 朝鮮総督府令第111号 | |            | |
| 旧行政区域          | 旧行政区域 | 新行政区域 | 新行政区域 |
| 三陟郡府内面        | 갈천동, 교동, 남양동, 마달동, 당저동, 사직동, 오분동, 우지리, 읍상동, 읍중동, 적노동, 정상동, 정하동, 조비곡동                                | 府内面     | 갈천리, 교리, 남양리, 마달리, 당저리, 사직리, 오분리, 우지리, 읍상리, 읍중리, 적노리, 정상리, 정하리, 조비곡리, 증산리                                                                               |
| 三陟郡末谷面        | 건지동, 근산동, 도경동, 등봉동, 마평동, 성내동, 성남동, 성북동, 오사동, 원당동, 자지전동, 평전동                                              | 府内面     | 건지리, 근산리, 도경리, 등봉리, 마평리, 성내리, 성남리, 성북리, 오사리, 원당리, 자지전리, 평전리 |
| 三陟郡道上面        | 비천동, 삼화동, 쇄운동, 신흥동, 이로동 | 北三面     | 비천리, 삼화리, 쇄운리, 신흥리, 이로리 |
| 三陟郡道下面        | 나안동, 동회동, 송정동, 용정동, 지흥동, 천곡동, 상평동/하평동, 효가동                                                                         | 北三面     | 나안리, 동회리, 송정리, 용정리, 지흥리, 천곡리, 평릉리, 효가리 |
| 三陟郡見朴面        | 구미동, 구호동, 귀운동, 내동, 봉정동/옹점동/단곡동, 달방동, 대구전동, 북천동, 이기동, 이동/(도상면)도내동, 지상동/가원동, 추암동/과동, 호현동 | 北三面     | 구미리, 구호리, 귀운리, 내리, 단봉리, 달방리, 대구리, 북평리, 이기리, 이도리, 지가리, 추암리, 호현리                                                                                                 |
| 삼척군 상장면       | | 상장면     | 금천리, 동점리, 문곡리, 백산리, 소도리, 장성리, 적각리, 창죽리, 철암리, 통리, 혈리, 화전리, 황지리                                                                                                   |
| 삼척군 소달면       | | 소달면     | 고사리, 구사리, 늑구리, 도계리, 마교리, 무건리, 발이리, 산기리, 상덕리, 신리, 심포리, 전두리, 점리, 차구리, 한내리, 황조리, 흥전리, 고무릉리, 대기리, 대이리, 대평리, 마차리, 서하리, 신기리, 안의리 |
| 삼척군 원덕면       | | 원덕면     | 매원리, 용화리, 장호리, 초곡리, 갈남리, 기곡리, 노경리, 노곡리, 사곡리, 옥원리, 월천리, 이천리, 임원리, 산양리, 호산리, 동활리, 오목리, 오저리, 탕곡리, 풍곡리                                       |
| 삼척군 노곡면       | | 노곡면     | 개산리, 고자리, 둔달리, 상군천리, 상마읍리, 상반천리, 상월산리, 상천기리, 여삼리, 우발리, 주지리, 중마읍리, 하군천리, 하마읍리, 하반천리, 하월산리, 금계리                                           |
| 삼척군 근덕면       | | 근덕면     | 광태리, 교가리, 교곡리, 궁촌리, 동막리, 부남리, 상맹방리, 하맹방리 |
| 삼척군 미로면       | | 미로면     | 고천리, 내미로리, 동산리, 삼거리, 사둔리, 상거노리, 상사전리, 상정리, 무사리, 천기리, 하거노리, 하사전리, 하정리, 활기리                                                                             |
| 삼척군 하장면       | | 하장면     | 중봉리, 번천리, 숙암리, 광동리, 장전리, 추동리, 갈전리, 토산리, 공전리, 둔전리, 역둔리, 대전리, 용연리, 한소리, 판문리, 어리, 상사미리, 하사미리, 원동리, 조탄리                                     |
| 삼척군 도상면       | 가목리/군대리, 도전리 | 하장면     | 가목리, 도전리 |
| 1914年          | 1914年 | 現在          | 現在 |
| 面              | 里 | 邑・面        | 里 |
| --------------- | --- | ------------- | --- |
| 府内面          | 갈천리、건지리、교리、근산리、남양리、당저리、도경리、등봉리、마달리、마평리、사직리、성남리、성내리、성북리、오분리、오사리、우지리、원당리、읍상리、읍중리、자지리、적노리、정상리、정하리、조비리、증산리、평전리 | 삼척시        | 갈천동、건지동、교동、근산동、남양동、당저동、도경동、등봉동、마달동、마평동、사직동、성남동、성내동、성북동、오분동、오사동、우지동、원당동、읍상동、읍중동、자원동、적노동、정상동、정하동、조비동、증산동、평전동 |
| 북삼면 (北三面) | 구미리, 구호리, 귀운리, 나안리, 내리, 단봉리, 달방리, 대구리, 동회리, 북평리, 비천리, 삼화리, 송정리, 쇄운리, 신흥리, 용정리, 이기리, 이도리, 이로리, 지가리, 지흥리, 천곡리, 추암리, 평릉리, 호현리, 효가리         | 동해시        | 구미동, 구호동, 귀운동, 나안동, 내동, 단봉동, 달방동, 대구동, 동회동, 북평동, 비천동, 삼화동, 송정동, 쇄운동, 신흥동, 용정동, 이기동, 이도동, 이로동, 지가동, 지흥동, 천곡동, 추암동, 평릉동, 호현동, 효가동         |
| 소달면 (所達面) | 고사리, 구사리, 늑구리, 도계리, 마교리, 무건리, 발이리, 산기리, 상덕리, 신리, 심포리, 전두리, 점리, 차구리, 한내리, 황조리, 흥전리                                                                                   | 삼척시 도계읍 | 고사리, 구사리, 늑구리, 도계리, 마교리, 무건리, 발이리, 산기리, 상덕리, 신리, 심포리, 전두리, 점리, 차구리, 한내리, 황조리, 흥전리                                                                                   |
| 소달면 (所達面) | 고무릉리, 대기리, 대이리, 대평리, 마차리, 서하리, 신기리, 안의리 | 삼척시 신기면 | 고무릉리, 대기리, 대이리, 대평리, 마차리, 서하리, 신기리, 안의리 |
| 상장면 (上長面) | 금천리, 동점리, 문곡리, 백산리, 소도리, 장성리, 적각리, 창죽리, 철암리, 통리, 혈리, 화전리, 황지리 | 태백시        | 금천동, 동점동, 문곡동, 백산동, 소도동, 장성동, 적각동, 창죽동, 철암동, 통동, 혈동, 화전동, 황지동 |
| 하장면 (下長面) | 상사미리, 원리, 조탄리, 하사미리 | 태백시        | 상사미동, 원동, 조탄동, 하사미동 |
| 하장면 (下長面) | 가목리, 도전리 | 정선군 임계면 | 가목리, 도전리 |
| 하장면 (下長面) | 갈전리, 공전리, 광동리, 대전리, 둔전리, 번천리, 숙암리, 어리, 역둔리, 용연리, 장전리, 중봉리, 추동리, 토산리, 판문리, 한소리                                                                                         | 삼척시 하장면 | 갈전리, 공전리, 광동리, 대전리, 둔전리, 번천리, 숙암리, 어리, 역둔리, 용연리, 장전리, 중봉리, 추동리, 토산리, 판문리, 한소리                                                                                         |
| 미로면 (未老面) | 고천리, 내미로리, 동산리, 삼거리, 사둔리, 상거노리, 상사전리, 상정리, 무사리, 천기리, 하거노리, 하사전리, 하정리, 활기리                                                                                             | 삼척시 미로면 | 고천리, 내미로리, 동산리, 삼거리, 사둔리, 상거노리, 상사전리, 상정리, 무사리, 천기리, 하거노리, 하사전리, 하정리, 활기리                                                                                             |
| 노곡면 (盧谷面) | 개산리, 고자리, 둔달리, 상군천리, 상마읍리, 상반천리, 상월산리, 상천기리, 여삼리, 우발리, 주지리, 중마읍리, 하군천리, 하마읍리, 하반천리, 하월산리                                                                   | 삼척시 노곡면 | 개산리, 고자리, 둔달리, 상군천리, 상마읍리, 상반천리, 상월산리, 상천기리, 여삼리, 우발리, 주지리, 중마읍리, 하군천리, 하마읍리, 하반천리, 하월산리                                                                   |
| 노곡면 (盧谷面) | 금계리 | 삼척시 근덕면 | 금계리 |
| 근덕면 (近德面) | 광태리, 교가리, 교곡리, 궁촌리, 덕산리, 동막리, 부남리, 상맹방리, 하맹방리 | 삼척시 근덕면 | 광태리, 교가리, 교곡리, 궁촌리, 동막리, 부남리, 상맹방리, 하맹방리 |
| 원덕면 (遠德面) | 매원리, 용화리, 장호리, 초곡리 | 삼척시 근덕면 | 매원리, 용화리, 장호리, 초곡리 |
| 원덕면 (遠德面) | 갈남리, 기곡리, 노경리, 노곡리, 사곡리, 옥원리, 월천리, 이천리, 임원리, 축천리, 호산리 | 삼척시 원덕읍 | 갈남리, 기곡리, 노경리, 노곡리, 사곡리, 옥원리, 월천리, 이천리, 임원리, 산양리, 호산리 |
| 원덕면 (遠德面) | 동활리, 오목리, 오저리, 탕곡리, 풍곡리 | 삼척시 가곡면 | 동활리, 오목리, 오저리, 탕곡리, 풍곡리 |

- 1917年 - 府内面が三陟面に改称。（9面）
- 1938年10月1日 - 三陟面が三陟邑に昇格。[13]（1邑8面）
- 1943年 - 遠徳面の一部（草谷面・梅院里）が近徳面に編入。
- 1945年7月1日 - 北三面が北坪邑に昇格。[14]（2邑7面）
- 1960年1月1日 - 上長面が長省邑に昇格。[15]（3邑6面）
- 1963年1月1日 - 所達面が道渓邑に昇格。[16]（4邑5面）
- 1973年7月1日（5邑5面）
  - 長省邑の一部を黄池邑として分離。[17]
  - 下長面の一部（柯木里・道田里）が旌善郡臨渓面に編入。[18]
  - 盧谷面金鶏里が近徳面に編入。[18]
- 1980年
  - 4月1日 - 工業港のある北坪邑が溟州郡墨湖邑をもって東海市を新設し、郡より離脱。[19]（4邑5面）
  - 12月1日 - 遠徳面が遠徳邑に昇格。[20]（5邑4面）
- 1981年7月1日 - 炭鉱の町である黄池邑・長省邑が合併して太白市を新設し、郡より離脱。[21]（3邑4面）
- 1986年
  - 1月1日 - 三陟邑が市制施行して三陟市となり、郡より離脱。[3]（2邑4面）
  - 3月27日 - 遠徳邑の一部を柯谷面として分離。[22]（2邑5面）
- 1987年1月1日 - 遠徳邑の一部（荘湖里・龍化里）が近徳面に編入。
- 1989年4月1日 - 道渓邑新基出張所が新基面に昇格。[23]（2邑6面）
- 1994年12月26日 - 下長面の一部が太白市に編入。（2邑6面）
- 1995年1月1日 - 三陟郡が三陟市と合併し、改めて三陟市が発足。三陟郡消滅。[4]

## 行政

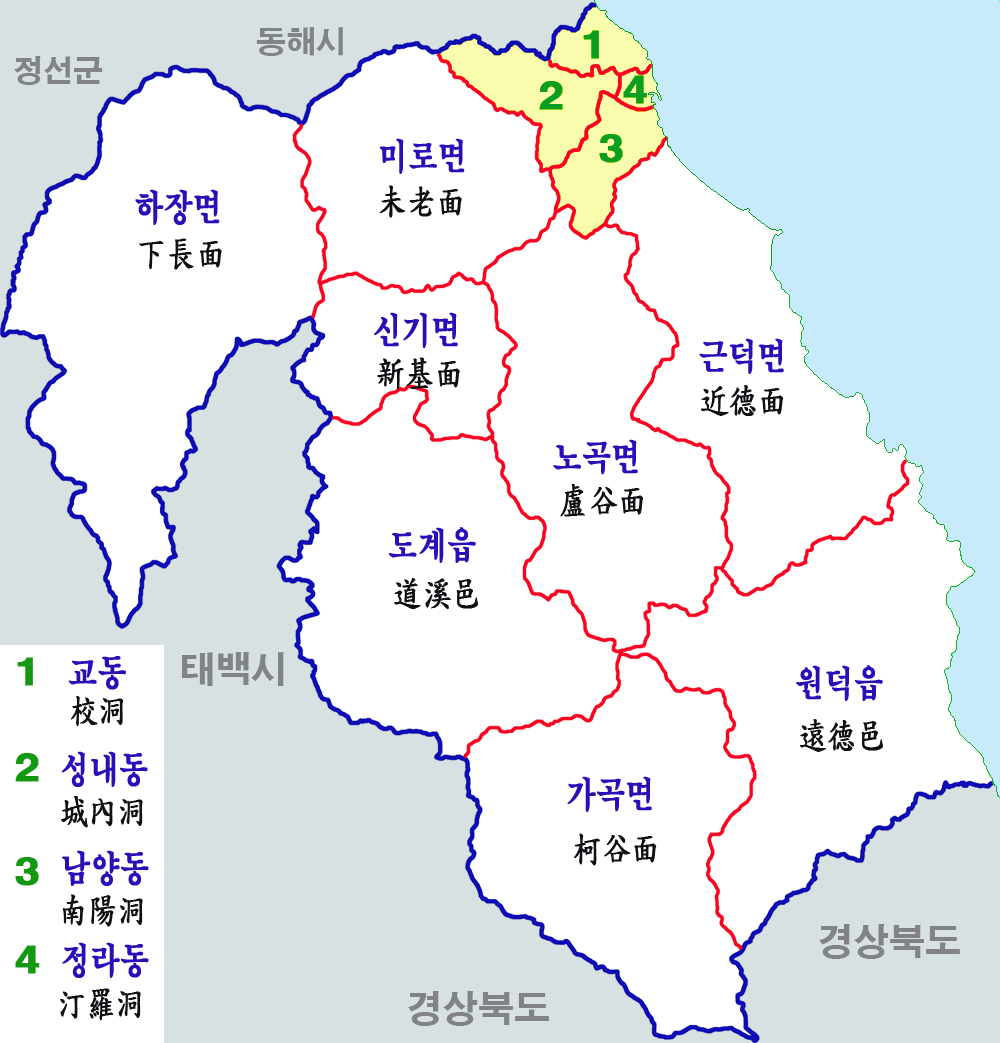
行政区域図

### 行政区画
| 行政洞・邑・面 | 法定洞・法定里 |
| -------------- | --- |
| 南陽洞         | 南陽洞、史直洞、梧紛洞、積老洞、鳥飛洞 |
| 校洞           | 葛川洞、校洞、麻達洞、禹池洞、甑山洞 |
| 汀羅洞         | 汀上洞、汀下洞 |
| 城内洞         | 乾芝洞、近山洞、塘底洞、桃京洞、登鳳洞、馬坪洞、城南洞、城内洞、城北洞、五士洞、元堂洞、邑上洞、邑中洞、紫園洞、平田洞                             |
| 道渓邑         | 古士里、九士里、訥口里、道渓里、馬橋里、武巾里、発理里、山基里、上徳里、新里、深浦里、田頭里、店里、次口里、汗乃里、黄鳥里、興田里                 |
| 遠徳邑         | 葛南里、臨院里、沃原里、山陽里、湖山里、理川里、月川里、沙谷里、杞谷里、魯谷里、魯耕里                                                             |
| 新基面         | 新基里、西下里、古武陵里、大耳里、大基里、大坪里、安衣里、馬次里                                                                                   |
| 柯谷面         | 湯谷里、梧木里、梧底里、豊谷里、東活里 |
| 近徳面         | 光泰里、交柯里、橋谷里、宮村里、金鶏里、徳山里、東幕里、梅院里、府南里、上孟芳里、龍化里、荘湖里、草谷里、下孟芳里                                 |
| 未老面         | 古川里、内未老里、東山里、三巨里、士屯里、武士里、下巨老里、下士田里、上巨老里、上士田里、下鼎里、上鼎里、川基里、活耆里                           |
| 盧谷面         | 閭三里、宇発里、上軍川里、上麻邑里、上班川里、上月山里、上川基里、下軍川里、下麻邑里、下班川里、下月山里、古自里、開山里、屯達里、舟旨里、中麻邑里 |
| 下長面         | 中峰里、番川里、宿岩里、広洞里、長田里、楸洞里、葛田里、兎山里、公田里、屯田里、易屯里、大田里、龍淵里、汗沼里、板門里、於里                       |

### 警察
- 三陟警察署

### 消防
- 三陟消防署

### 気候
日本海の暖流に影響された海洋性気候であり、江原特別自治道の内陸部よりも夏は比較的涼しく冬は比較的暖かい。年平均気温は12.5度、8月が平均24.1度で1月が平均0.5度。最高気温極値は37.5℃（1992年7月29日）、最低気温極値は-15.6℃（1978年2月1日）である。年間降水量は1,284.5mmで、夏に雨が多く、台風や集中豪雨にも影響される。

## 姉妹都市・友好都市
- 城北区（大韓民国ソウル特別市）
- 延寿区（大韓民国仁川広域市）
- 九里市（大韓民国京畿道）
- 利川市（大韓民国京畿道）
- 城南市（大韓民国京畿道）
- 赤平市（日本・北海道）
- 黒部市（日本・富山県）
- 苅田町（日本・福岡県）
- 汪清県（中華人民共和国吉林省）
- 東営市（中華人民共和国山東省）
- リーズバーグ（アメリカ合衆国バージニア州）
- クングル（ロシア・ペルミ地方）
- マリーバ（英語版）（オーストラリア・クイーンズランド州）

## 交通
- 三陟統合バスターミナル。（高速バスと市外バスの両ターミナル）

### 鉄道
- 東海線
  - 沃原駅 - 臨院駅 - 近徳駅 - 三陟駅
- 嶺東線
  - 道渓駅 - 古士里駅 - 下古士里駅 - 馬次里駅 - 新基駅 - 上鼎駅 - 未老駅 - 桃京里駅
- 三陟線
  - 三陟海辺駅 - 三陟駅

## 出身著名人
- 鄭暻鎬 - サッカー選手
- パク・サンチョル - 歌手
- 黄永祚 - 陸上競技選手、1992年バルセロナオリンピック男子マラソン金メダリスト